# Teatro dell'Opera di Canton
Il teatro dell'Opera di Canton (in cinese semplificato: 广州 大 剧院; cinese tradizionale:廣州 大 劇院; pinyin: Guǎngzhōu dajùyuàn) è un teatro dell'opera cinese situato a Canton, nella provincia del Guangdong, in Cina. Progettato da Zaha Hadid, è stato inaugurato nel 2010.
Per la costruzione dell'edificio fu indetto un concorso, vinto dall'architetto iracheno.

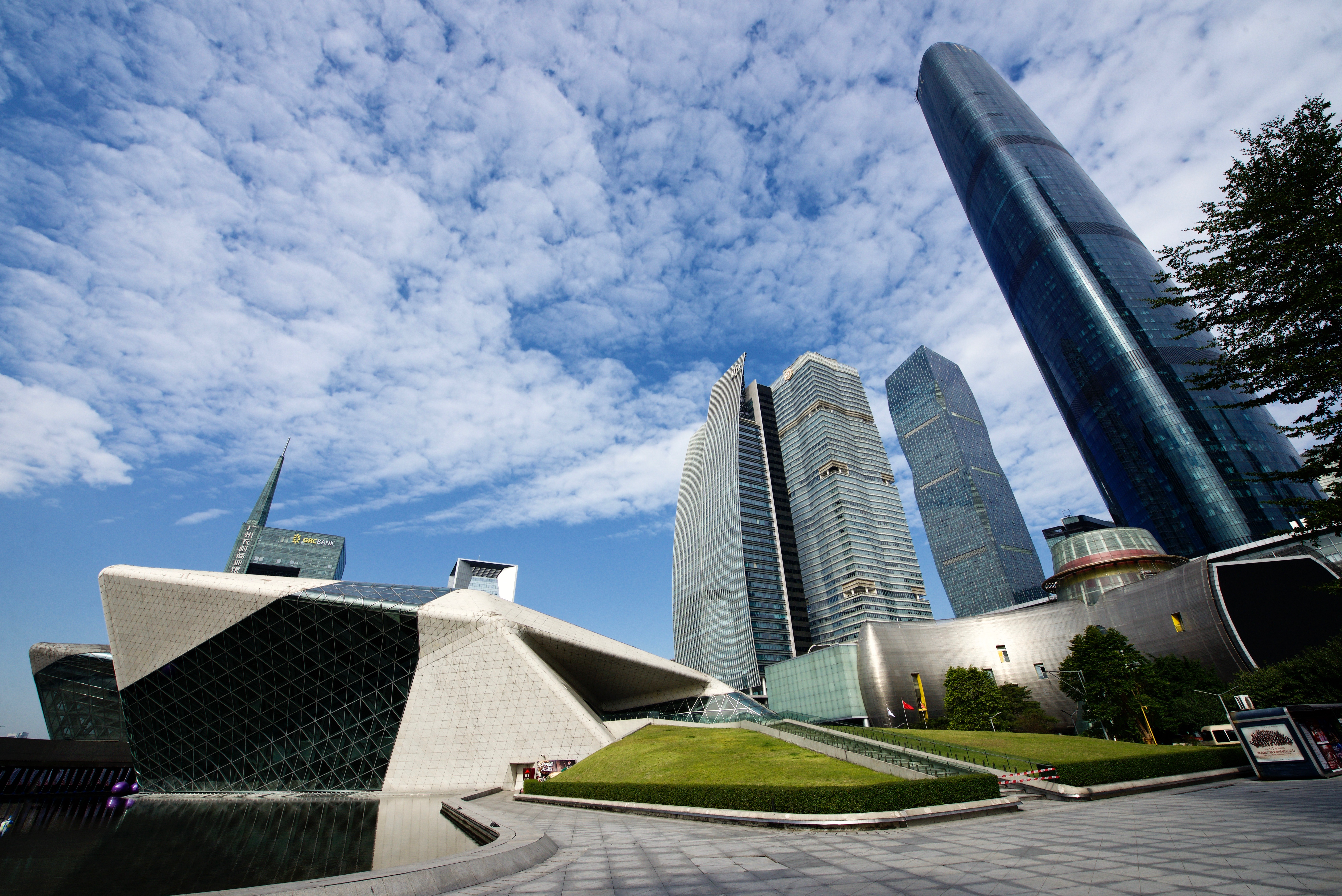
Il teatro dell'Opera di Canton a sinistra e il Guangzhou West Tower a destra

Il teatro è uno dei tre più grandi teatri del paese.